# اتاق‌های ساسانی (جاسک)
 اتاق‌های ساسانی  (جاسک) واقع در بخش مرکزی شهرستان بندر جاسک استان هرمزگان، یکی از نقاط دیدنی استان هرمزگان در جنوب ایران است. 
«اتاق‌های تاریخی ساسانی»، در شهرستان  جاسک . 
این اتاق‌ها در آخر دماغه کوه مبارک واقع شده‌است. دو اتاق از سنگ تراشیده وجود دارد که گویا از دوران ساسانی بازمانده‌است. 

## منبع
- زنده دل، دستیاران، حسن. (مجموعه کتابهای راهنمای جامع ایرانگردی استان هرمزکان)  ج۱. چاپ وانتشار سال ۱۹۹۸ میلادی.